# کلی اوکوین
کلی اوکوین (انگلیسی: Kelly AuCoin؛ زادهٔ ۱۴ فوریهٔ ۱۹۶۷) بازیگر تئاتر، تلویزیون و سینما اهل ایالات متحده آمریکا است. وی از سال ۱۹۹۰ میلادی تاکنون مشغول فعالیت بوده‌است.
از فیلم‌ها یا مجموعه‌های تلویزیونی که وی در آن نقش داشته‌است، می‌توان به آمریکایی‌ها، خانه پوشالی، والدین مست، پست، پادشاهی، قتلی بی‌نقص، انقلاب: جاسوسان واشینگتن، میلیاردها، فهرست سیاه، سیلی، محکومیت، فوراور، مظنون، ابتدایی، پیروی، یقه سفید، دختر سخن‌چین، همسر خوب، سوپرانوز، دیدبان سوم، نظم و قانون، خانه خوب و خانم وزیر اشاره کرد.